# Ana Matilde Aybar
Ana Matilde Aybar (San Miguel del Tucumán, 1936 - San Miguel del Tucumán, 2 de octubre de 2010), también conocida como La Tuca, fue una artista gráfica, considerada una de las más importantes grabadoras de Argentina.

## Biografía
Ana Matilde Aybar nació en San Miguel del Tucumán en 1936; su hermana María Eugenia posteriormente también sería artista. Hizo los estudios secundarios en la Escuela de Bellas Artes de la Universidad Nacional de Tucumán. Luego estudio la Licenciatura de Artes en la Facultad de Artes de la Universidad Nacional de Tucumán, dedicándose al grabado bajo la dirección de Pompeyo Audivert. Luego obtuvo una beca del Instituto de Cultura Hispánica de la Escuela de Artes Gráficas de Madrid (España), donde se especializó en litografía, historia del arte español y estética con Antonio Almagro. En la década de 1960 también realizó viajes de estudio a Brasil, Portugal, España, México y Estados Unidos.
Se la considera discípula de los artistas Ernesto Lanziutto, Pompeyo Audivert y Timoteo Navarro. Su estilo se vincula con el grabado clásico, aunque luego cambió hacia la incorporación de otras técnicas planas, como las litografías y la serigrafía. Presentó sus obras en más de 300 exposiciones individuales y colectivas en Argentina y otros países del mundo, como España, Italia, Alemania, Brasil y Estados Unidos. A lo largo de su carrera obtuvo más de 20 premios nacionales.
Fue docente en la Facultad de Artes de la Universidad Nacional de Tucumán durante treinta años, entre 1967 y 1996.
Falleció en Tucumán el 2 de octubre de 2010.

## Homenajes
En la Facultad de Artes de la Universidad Nacional de Tucumán se colocó una placa en su honor, y el de su hermana María Eugenia.